# Гаральд Цех
Га́ральд Цех (нім. Harald Zech; нар. 25 лютого 1969, Блуденц, Форарльберг, Австрія) — ліхтенштейнський футболіст, захисник. Виступав за збірну Ліхтенштейну.

## Клубна кар'єра
Вихованець академії «Ешен-Маурен». У дорослому футболі дебютував 1989 року в складі вище вказаного клубу. У 1994 року переїхав до Швейцарії, де захищав кольори «Гренхена». Того ж року повертається на батьківщину, де стає гравцем «Вадуца». Разом зі столичним клубом двічі виграє національний кубок. У 1996 року визнавався найкращим футболістом Ліхтенштейну. З 1998 по 2000 рік захищав кольори «Бальцерса». Футбольну кар'єру завершив 2005 року в «Ешен-Маурен».

## Кар'єра в збірній
Дебютував за національну збірну Ліхтенштейну 12 березня 1991 року у програному (1:6) товариському матчі проти збірної Швейцарії. Єдиним голом за збірну відзначився 9 жовтня 1996 року в програному (1:2) виїзному поєдинку кваліфікації чемпіонату світу 1998 року проти Литви. За національну команду зіграв 40 матчів, в яких відзначився 1-м голом. Протягом останніх років у футбольній кар'єрі залишався капітаном збірної.

## Особисте життя
Навчався виноробства у придворному підвалі князя Ліхтенштейна Франца Йосифа II. У 1997 році придбав виноградник, а вже наступного року випустив своє перше вино. Власник Harry Zech Winebau Cantina в Шанвальді.

## Статистика виступів

### Голи за збірну
| #  | Дата          | Місце                     | Суперник | Рахунок | Результат | Змагання                           |
| -- | ------------- | ------------------------- | -------- | ------- | --------- | ---------------------------------- |
| 1. | 9 жовтня 1996 | Жальгіріс, Вільнюс, Литва | Литва    | 1-1     | 1-2       | кваліфікація чемпіонату світу 1998 |

## Досягнення
«Вадуц»
- Кубок Ліхтенштейну
  -  Володар (2): 1995, 1996

Індивідуальні
- Футболіст року в Ліхтенштейні: 1995/96[6]